# دانيال ر. تيلدن
دانيال ر. تيلدن هو قاضي ومحامي وسياسي أمريكي، ولد في 5 نوفمبر 1804 في لبانون في الولايات المتحدة، وتوفي في 4 مارس 1890 في كليفلاند في الولايات المتحدة. نشط حزبياً في حزب اليمين. وقد انتخب عضو مجلس النواب الأمريكي ‏.